# Ole Worm
Ole Worm nebo také Olaus Wormius (13. května 1588 Aarhus – 31. srpna 1654 Kodaň) byl dánský polyhistor.
Pocházel z rodiny protestantských uprchlíků z Nizozemska, jeho otec byl aarhuským starostou. Na Basilejské univerzitě vystudoval lékařství. Zastával funkci osobního lékaře dánského krále Kristiána IV. Jeho nejvýznamnějším objevem v oblasti medicíny byly Wurmovy kůstky v lebečních švech, věnoval se také embryologii.
Roku 1613 se stal profesorem klasických jazyků na Kodaňské univerzitě, kde později zastával i funkci rektora. Zabýval se rovněž starou severštinou a vydal knihu Danicorum Monumentorum, která je rozsáhlým soupisem runových kamenů. Vyzval dánské biskupy, aby shromažďovali historické informace o místech svého působení.
Ve svém kodaňském domě vytvořil jednu z nejrozsáhlejších přírodopisných sbírek své doby. Publikoval objev, že roh bájného jednorožce ve skutečnosti patřil narvalovi. Odmítal teorii o samoplození. Pořídil také jedinou dochovanou kresbu živé alky velké. Byl po něm pojmenován rod rostlin Wormia.
Zabýval se i studiem krasových jevů, jako první zavedl výrazy stalaktit a stalagmit.
Zemřel na dýmějový mor, kterým se nakazil při ošetřování nemocných za velké epidemie v Kodani v roce 1654.
Howard Phillips Lovecraft se ve svých dílech nechal inspirovat Wormovou osobností a označil ho za autora latinského překladu knihy Necronomicon.